# Satz von Easton
Der Satz von Easton, benannt nach William Bigelow Easton, ist ein mathematischer Lehrsatz aus dem Bereich der Mengenlehre. Die verallgemeinerte Kontinuumshypothese, die sich in der Mengenlehre ZFC, das heißt in der Zermelo-Fraenkel-Mengenlehre mit Auswahlaxiom, weder beweisen noch widerlegen lässt, besagt, dass {\displaystyle 2^{\kappa }}, die Mächtigkeit der Potenzmenge einer unendlichen Kardinalzahl {\displaystyle \kappa }, stets mit der Nachfolgerkardinalzahl {\displaystyle \kappa ^{+}} von {\displaystyle \kappa } übereinstimmt. Zum Nachweis der Unbeweisbarkeit hatte Paul Cohen ein Modell konstruiert, in dem diese Hypothese falsch ist. Der Satz von Easton stellt dazu ergänzend fest, dass die verallgemeinerte Kontinuumshypothese für reguläre Kardinalzahlen in nahezu beliebiger Weise verletzt sein kann.

## Formulierung des Satzes
Sei {\displaystyle M} ein transitives Modell von ZFC, in dem die verallgemeinerte Kontinuumshypothese gelte. Es sei {\displaystyle K} die Klasse aller Kardinalzahlen und {\displaystyle R} die Teilklasse der regulären Kardinalzahlen jeweils in {\displaystyle M}. Weiter sei {\displaystyle F:R\rightarrow K} eine Funktion, die in {\displaystyle M} definierbar ist,  mit folgenden Eigenschaften:
- {\displaystyle F} ist monoton, das heißt {\displaystyle F(\kappa )\leq F(\lambda )} für {\displaystyle \kappa <\lambda }.
- Die Konfinalität von {\displaystyle F(\kappa )} ist echt größer als {\displaystyle \kappa }, das heißt {\displaystyle \kappa <\operatorname {cf} (F(\kappa ))} für alle {\displaystyle \kappa \in R}.

Dann gibt es ein ZFC-Modell mit {\displaystyle 2^{\kappa }=F(\kappa )} für alle {\displaystyle \kappa \in R}.

## Bemerkungen
Der Satz wurde 1970 von Easton mittels verallgemeinerter Forcing-Methoden bewiesen.
Die Kontinuumsfunktion {\displaystyle \kappa \mapsto 2^{\kappa }} ist trivialer Weise monoton und erfüllt nach einer Folgerung aus dem Satz von König auch die Ungleichung {\displaystyle \kappa <\operatorname {cf} (2^{\kappa })}. Das ist alles, was man in ZFC über die Kontinuumsfunktion für reguläre Kardinalzahlen aussagen kann, denn nach obigem Satz von Easton gibt es zu jeder Funktion, die diese beiden Bedingungen für reguläre Kardinalzahlen erfüllt, ZFC-Modelle, in denen die Kontinuumsfunktion genau diese Funktion ist. In diesem Sinne kann die verallgemeinerte Kontinuumsfunktion fast beliebig falsch sein.
Auch die einfache Kontinuumshypothese, in Aleph-Notation {\displaystyle 2^{\aleph _{0}}=\aleph _{1}}, kann beliebig falsch sein. Nach dem Satz von Easton gibt es zu jeder Kardinalzahl {\displaystyle \kappa } mit überabzählbarer Konfinalität ZFC-Modelle, in denen  {\displaystyle 2^{\aleph _{0}}=\kappa } gilt. Beispielsweise sind die Gleichungen {\displaystyle 2^{\aleph _{0}}=2^{\aleph _{1}}=2^{\aleph _{2}}=\aleph _{100}} relativ konsistent.
Nach dem Satz von Silver ist die kleinste Kardinalzahl, für die die Gleichung {\displaystyle 2^{\kappa }=\kappa ^{+}} verletzt ist, keine singuläre Kardinalzahl mit überabzählbarer Konfinalität. Der Satz von Easton lässt sich daher nicht auf singuläre Kardinalzahlen ausdehnen.